# Euchloe ausonia
Euchloe ausonia är en fjärilsart som först beskrevs av Jacob Hübner 1804.  Euchloe ausonia ingår i släktet Euchloe och familjen vitfjärilar. Inga underarter finns listade i Catalogue of Life.

## Bildgalleri

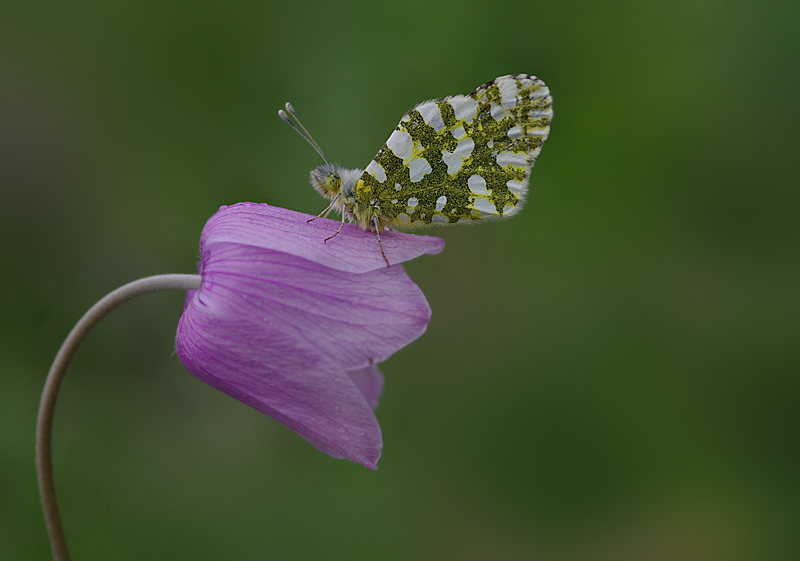
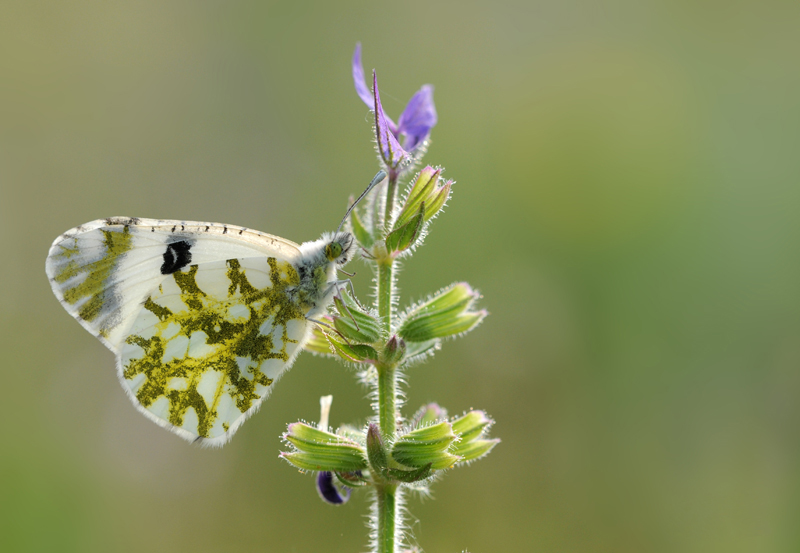
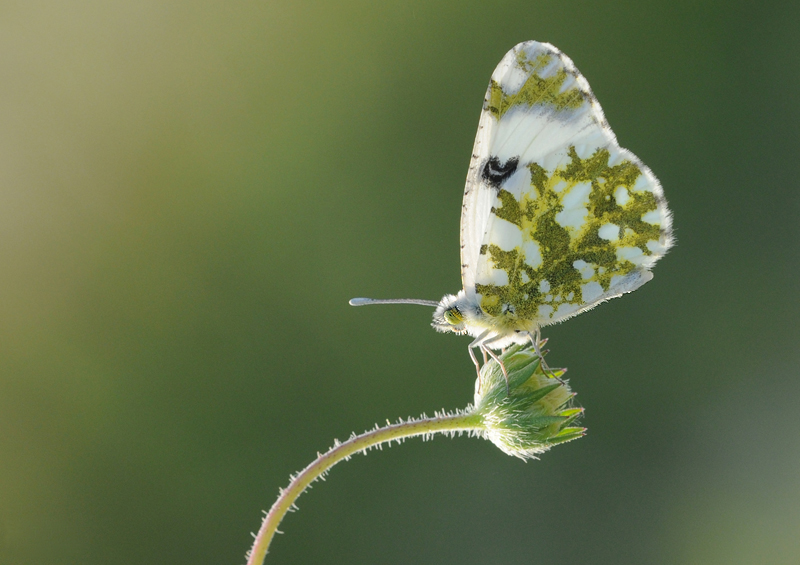
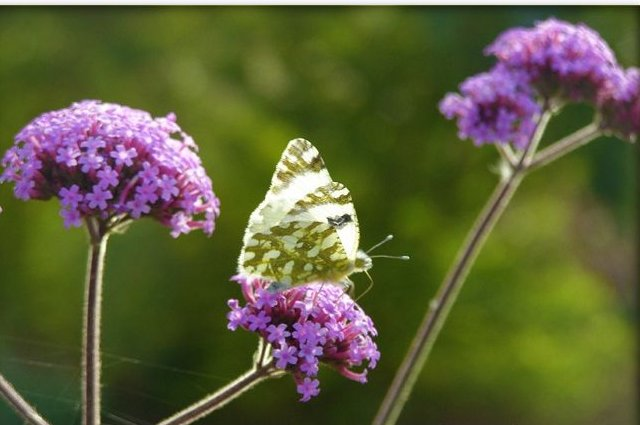
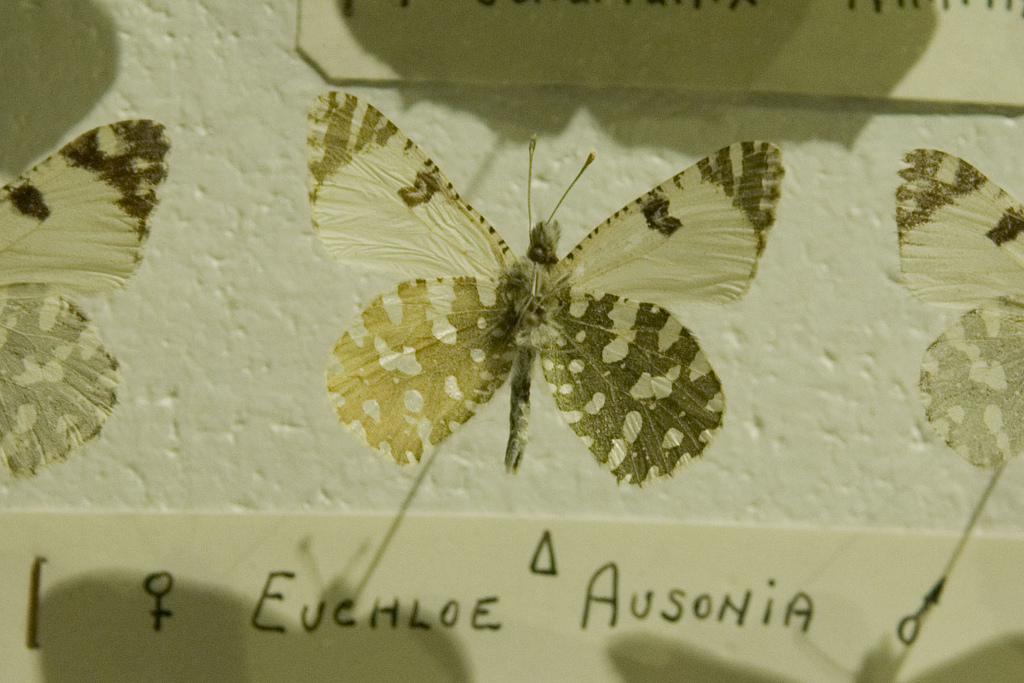